# Fluoreto de vanádio(V)
Fluoreto de vanádio(V) é um composto inorgânico de fórmula química VF5, que é o único penta haleto de vanádio conhecido. No estado de agregação sólido, forma um polímero. Em temperatura ambiente e pressão de aproximadamente 1 atmosfera, apresenta-se como um líquido volátil incolor, cujo vapor consiste no monômero pentacoordenado.

## Síntese
Pode ser preparado pela fluoretação do vanádio metálico:
2 V  +  5 F2  →  2 VF5
De forma alternativa, pode-se obter pela desproporcionamento do tetrafluoreto de vanádio produz parcelas iguais de trifluoreto de vanádio sólido e pentafluoreto volátil:
2 VF4  →   VF3  +  VF5
Essa reação ocorre a 650 °C.

## Características
Assim como outros metais de haletos eletrofílicos, ele hidrolisa, primeiro para oxihaleto:
VF5  +  H2O   →   VOF3  + 2 HF
Posteriormente para o óxido binário:
2 VOF3 + 3 H2O   →   V2O5  +  6 HF
Hidrólise é acelerada na presença de base. Apesar da tendência a ionização, pode ser dissolvido em álcoois.
É considerado ácido de Lewis:
VF5  +  KF   →   KVF6